# 市河寛斎

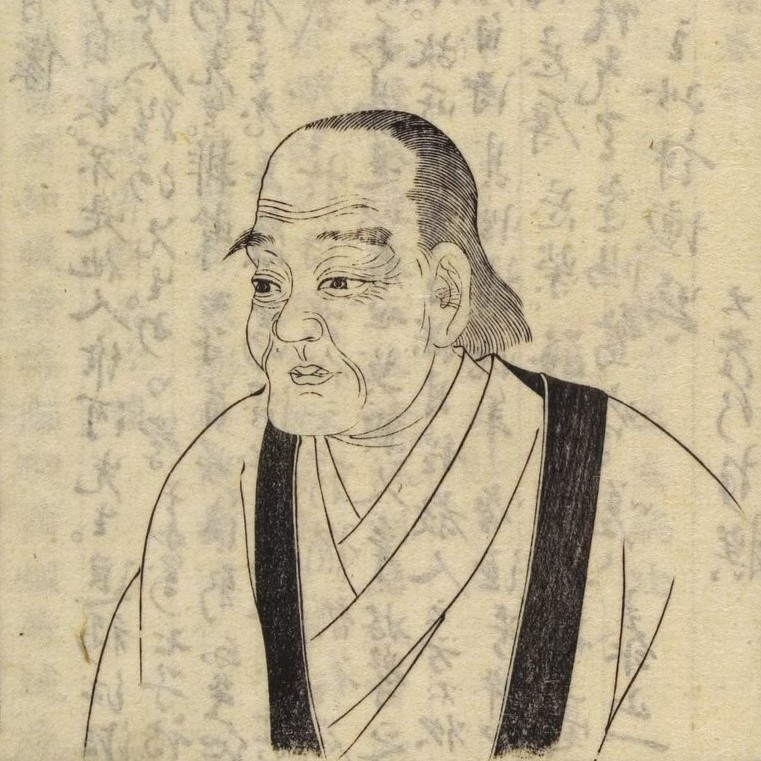
市河寛斎（『寛斎先生遺稿』）

市河 寛斎（いちかわ かんさい、寛延2年6月16日（1749年7月29日） - 文政3年7月10日（1820年8月18日））は、江戸時代の儒学者、漢詩人。名は世寧、通称は小左衛門、字は子静、嘉祥。号は寛斎、半江、江湖詩老など。岳父に多胡碑を紹介した書家の高橋道斎、子に幕末の三筆・市河米庵、画家の鏑木雲潭らがいる。

## 概説
市河家は清和源氏に連なり、甲斐武田氏の庶流にあたるとされる。市河家は上野国甘楽郡（現在の群馬県）で帰農していたが、寛斎の父・好謙（蘭台）が山瀬家の養子となって館林藩秋元氏に仕えた。
寛斎は山瀬好謙の次男として寛延2年（1749年）6月16日、江戸に生まれた。当初は山瀬新平を名乗り、兄・一英とともに館林藩に仕官した。寛斎は安永4年（1775年）に館林藩を脱藩し、甘楽郡に移って祖父・市河小左衛門の名乗りを継いだ。下仁田の書家・学者の高橋道斎の養女の婿となったが、翌年に離縁し江戸に出た。その後に生まれた子が克順であるとされている。
同年11月、関松窓の紹介で林家に入門する。天明3年（1783年）林家の私塾・昌平黌の学頭の地位に就いたが、天明7年（1787年）10月に病気を理由に退いた。この時期に江湖詩社を結成し、大窪詩仏・柏木如亭・菊池五山らに漢詩を指導した。寛政2年（1790年）に寛政異学の禁を批判したため昌平黌を追われ、寛政3年（1791年）から文化8年（1811年）まで富山藩藩校広徳館の教授となった。文化8年（1811年）富山藩を致仕し、家督を市河米庵に譲った。この頃、掛川藩世子の侍講も務めたほか、文化10年（1813年）には長崎奉行・牧野成傑に招かれて長崎に1年間滞在している。寛斎・詩仏・如亭・五山は「今四家」と呼ばれ、文化12年（1815年）には『今四家絶句』が出版された。
文政3年（1820年）7月10日、江戸で死去。戒名は「文安院寛斎日長居士」。墓所は荒川区西日暮里の本行寺にあり、東京都旧跡に指定されている。
詩風は当初、古文辞格調派の詩風だったが、江湖詩社結成後は白楽天や杜牧の詩風へ移り、晩年は陸放翁の詩風を尊んだ。

## 著書
- 『詩家法語』天明2年（1782年）刊[4]
- 『古五絶』
- 『北里歌』
- 『日本詩紀』 - 日本の奈良時代から平安時代末までの漢詩約3,800首を集めて作者別に編成した詩集で、目録1巻、本集50巻、別巻1巻、外集1巻より構成される。
- 『寛斎摘草』
- 『帝範』
- 『寛斎百絶』

- 『全唐詩逸』文化元年（1804年）刊 - 康熙帝の勅撰漢詩集で唐代全部の詩を収録したとされる『全唐詩』から遺漏したものを集めて出版したもので、これは、当時の中国の学者をおおいに驚かせている。上野国群馬郡西明屋（現・高崎市）の下田漆園（連蔵）の財政面での支援によって出版が実現した[3]。
- 『傲貝詩』文化2年（1805年）刊
- 『金石私志』
- 『三家妙絶』 - 宋の范石湖、楊誠斎、陸放翁の詩を集めた
- 『随園詩鈔』
- 『芥園瑣録』
- 『談唐詩選』

- 『上野志料』 - 上野国の歴史資料を集めたもの。寛斎の死後、米庵によって昌平黌に寄贈され、現在は内閣文庫に収められている[4][3]。